# Bulbophyllum ivorense
Bulbophyllum ivorense là một loài phong lan thuộc chi Bulbophyllum.